# Die Lit
Die Lit — дебютный студийный альбом американского рэпера Playboi Carti, выпущенный 11 мая 2018 года на лейблах AWGE и Interscope. На нём присутствуют гостевые участия от Ники Минаж, Янг Тага, Скепты, Lil Uzi Vert, Брайсона Тиллера, Трэвиса Скотта, Chief Keef, Pi’erre Bourne, Young Nudy и других.

## Коммерческий успех
Die Lit дебютировал на третьем месте американского хит-парада Billboard 200 с тиражом 61,000 единиц эквивалентных альбому, включая 5,000 истинных альбомных продаж.

## Отзывы
| Совокупная оценка | Совокупная оценка |
| Источник          | Оценка            |
| ----------------- | ----------------- |
| Metacritic        | 71/100            |
| Оценки критиков   |                   |
| Источник          | Оценка            |
| AllMusic          | [ 6 ]             |
| Exclaim!          | 6/10              |
| Highsnobiety      | 4.0/5.0           |
| HipHopDX          | 3.0/5             |
| HotNewHipHop      | 79%               |
| Pitchfork         | 8.5/10            |
| Sputnikmusic      | 3.8/5             |
| Tiny Mix Tapes    | [ 13 ]            |

Альбом получил положительные отзывы от музыкальных критиков и интернет-изданий. На сайте Metacritic, который присваивает рецензиям профессиональных изданий нормализованный рейтинг из 100 баллов, альбом получил средний балл 71, основанный на семи рецензиях.
Эван Рытлевски из Pitchfork заявил, что Die Lit — это «альбом, который почти полностью работает по своему собственному безумному сценарию. Это извращенно заразительный сахарный кайф, рэп, который фундаментально перекалибрует центры вознаграждения мозга», похвалив производство и простоту. Корриган Би из Tiny Mix Tapes сказал: «Как и его предшественник, это альбом записей для вечеринок; это песни, которые будут играть бесконечно на мероприятиях, пока хуки, брейки и, конечно же, басы не будут вбиты в мозг каждого слушателя». Максвелл Кавасено из HotNewHipHop заключил, что Die Lit «кажется наиболее близким к полностью реализованному альбому, к которому Карти когда-либо приблизится», и что он «должен быть, по крайней мере, уважаем за то, что делает так много, делая так мало». Онлайн-издание Sputnikmusic заявило: «Большая часть удовольствия от этой пластинки — в продюсировании, которое использует извечный хип-хоп трюк — взять дробную мелодическую идею, едва ли не песню саму по себе, и сплести из нее плотное звуковое полотно».
A. Хармони из Exclaim! раскритиковал альбом за недостаток разнообразия, сказав: «Он достаточно веселый, но, за исключением нескольких композиций, имеет продолжительность жизни как у мухи. Послушайте его летом и забудьте большую его часть к сентябрю». Райли Уоллес из HipHopDX заявил: «Через более респектабельное тело работы — вряд ли он покорит кого-нибудь из скептиков». Нил З. Юнг из AllMusic сказал: «Как Rae Sremmurd и Migos, эти биг-басовые трэп-гимны во многом обязаны своим клубным вибрациям, но мало что предлагают в плане содержания или продолжительного воздействия».

### Итоговые списки
| Публикация   | Список                   | Ранг | Ссылка |
| ------------ | ------------------------ | ---- | ------ |
| Complex      | 50 лучших альбомов 2018  | 45   | [ 14 ] |
| Fact         | 50 лучших альбомов 2018  | 35   | [ 15 ] |
| Highsnobiety | 25 лучших альбомов 2018  | 17   | [ 16 ] |
| Noisey       | 100 лучших альбомов 2018 | 23   | [ 17 ] |
| Pitchfork    | 50 лучших альбомов 2018  | 25   | [ 18 ] |
| Spin         | 51 лучших альбомов 2018  | 18   | [ 19 ] |

## Список композиций
Информация взята из Tidal и BMI.
| №                   | Название                                             | Автор(ы)                                                                                         | Продюсер(ы)                   | Длительность |
| ------------------- | ---------------------------------------------------- | ------------------------------------------------------------------------------------------------ | ----------------------------- | ------------ |
| 1.                  | «Long Time (Intro)»                                  | Jordan Carter Jung Yean Cho                                                                      | Art Dealer                    | 3:31         |
| 2.                  | «R.I.P.»                                             | Carter Джордан Джекс Donald DeGrate Reginald Moore Shirley Murdock Larry Troutman Roger Troutman | Pi'erre Bourne                | 3:12         |
| 3.                  | «Lean 4 Real» (при участии Скепты)                   | Carter Joseph Adenuga Ricky Mullings Jenks                                                       | IndigoChildRick               | 2:57         |
| 4.                  | «Old Money»                                          | Carter Jenks                                                                                     | Pi'erre Bourne                | 2:15         |
| 5.                  | «Love Hurts» (при участии Трэвиса Скотта)            | Carter Jenks Jacques Webster                                                                     | Pi’erre Bourne Playboi Carti  | 3:00         |
| 6.                  | «Shoota» (при участии Lil Uzi Vert)                  | Carter Symere Woods Jamaal Henry                                                                 | Maaly Raw                     | 2:33         |
| 7.                  | «Right Now» (при участии Pi’erre Bourne)             | Carter Jenks                                                                                     | Pi’erre Bourne                | 3:27         |
| 8.                  | «Poke It Out» (вместе с Ники Минаж)                  | Carter Onika Maraj Jenks                                                                         | Pi’erre Bourne                | 4:29         |
| 9.                  | «Home (KOD)»                                         | Carter Jenks                                                                                     | Pi’erre Bourne                | 2:42         |
| 10.                 | «Fell in Luv» (при участии Брайсона Тиллера)         | Carter Jenks Megan James Corbin Roddick Isaac Gerasimou                                          | Pi’erre Bourne                | 3:26         |
| 11.                 | «Foreign»                                            | Carter Jenks                                                                                     | Pi’erre Bourne                | 2:22         |
| 12.                 | «Pull Up»                                            | Carter Jenks                                                                                     | Pi’erre Bourne                | 3:36         |
| 13.                 | «Mileage» (при участии Chief Keef)                   | Carter Jenks Keith Cozart                                                                        | Pi’erre Bourne                | 2:29         |
| 14.                 | «FlatBed Freestyle»                                  | Carter Jenks                                                                                     | Pi’erre Bourne                | 3:13         |
| 15.                 | «No Time» (при участии Gunna)                        | Carter Donald Cannon Sergio Kitchens                                                             | Don Cannon Treshaun Beatz [a] | 3:39         |
| 16.                 | «Middle of the Summer» (при участии Red Coldhearted) | Carter Jenks Dashia Aaron                                                                        | Pi’erre Bourne                | 2:17         |
| 17.                 | «Choppa Won't Miss» (при участии Янг Тага)           | Carter Jenks Jeffery Williams                                                                    | Pi’erre Bourne                | 3:37         |
| 18.                 | «R.I.P. Fredo (Notice Me)» (при участии Young Nudy)  | Carter Jenks Quantavious Arnold                                                                  | Pi’erre Bourne                | 2:41         |
| 19.                 | «Top»                                                | Carter Jenks                                                                                     | Pi’erre Bourne                | 2:13         |
| Общая длительность: | Общая длительность:                                  | Общая длительность:                                                                              | Общая длительность:           | 57:39        |

Примечания
- ↑  сопродюсер

## Чарты

### Еженедельные чарты
| Чарт (2018)                            | Высшая позиция |
| -------------------------------------- | -------------- |
| Австралия (ARIA)                       | 49             |
| Бельгия/Фландрия (Ultratop)            | 41             |
| Бельгия/Валлония (Ultratop)            | 116            |
| Канада (Canadian Albums Chart)         | 9              |
| Нидерланды (Album Top 100)             | 19             |
| Ирландия (IRMA)                        | 38             |
| Новая Зеландия (RMNZ)                  | 27             |
| Швейцария (Schweizer Hitparade)        | 37             |
| Великобритания (UK Albums Chart)       | 27             |
| США (Billboard 200)                    | 3              |
| США (Billboard Top R&B/Hip-Hop Albums) | 2              |

### Годовые списки
| Чарт (2018)      | Позиция |
| ---------------- | ------- |
| US Billboard 200 | 123     |

## Сертификации
| Регион                                                                      | Сертификация | Продажи |
| --------------------------------------------------------------------------- | ------------ | ------- |
| Польша (ZPAV)                                                               | Платиновый   | 20 000  |
| Великобритания (BPI)                                                        | Золотой      | 100 000 |
| США (RIAA)                                                                  | Золотой      | 500 000 |
| Данные о продажах + прослушиваниях приведены только на основе сертификации. |              |         |